# Antequerinae
Die Antequerinae sind eine Unterfamilie der Prachtfalter (Cosmopterigidae). Sie umfasst acht Arten in vier Gattungen, die in Nordamerika und England verbreitet sind.

## Merkmale
Bei den Weibchen ist das Frenulum mit drei Borsten (Acanthi) versehen. Das Retinaculum besteht in der Regel aus einer Reihe von nach vorne gerichteten Schuppen zwischen den Flügeladern CuA und R. Ebenso ist dies der Abschluss der Zelle der Hinterflügel, der von der Ader M2 zur Basis des Flügels in einem 45°-Winkel steht. Der Aedeagus ist frei, die Valven bestehen aus einem einzelnen Lappen, die costalen bzw. saccularen Ränder sind weder entwickelt noch differenziert.
Die Raupen haben am ersten Hinterleibssegment eine subventrale Borste, am neunten Hinterleibssegment ist die Borste SD1 borstig ausgebildet. Die Chitinklauen der Bauchbeine sind uniordinal-kreisförmig angeordnet. Die Puppen sind unbekannt.

## Lebensweise und Systematik
Die Raupen der Gattung Euclemensia sind Parasitoide von Schildläusen. Folgende Gattungen werden von Kristensen zu den Antequerinae gestellt:
- Antequera Clarke, 1941
- Euclemensia Grote, 1878
- Pancalia Stephens, 1829
- Ramphis Riedl, 1969

## Belege